# 罗马问题

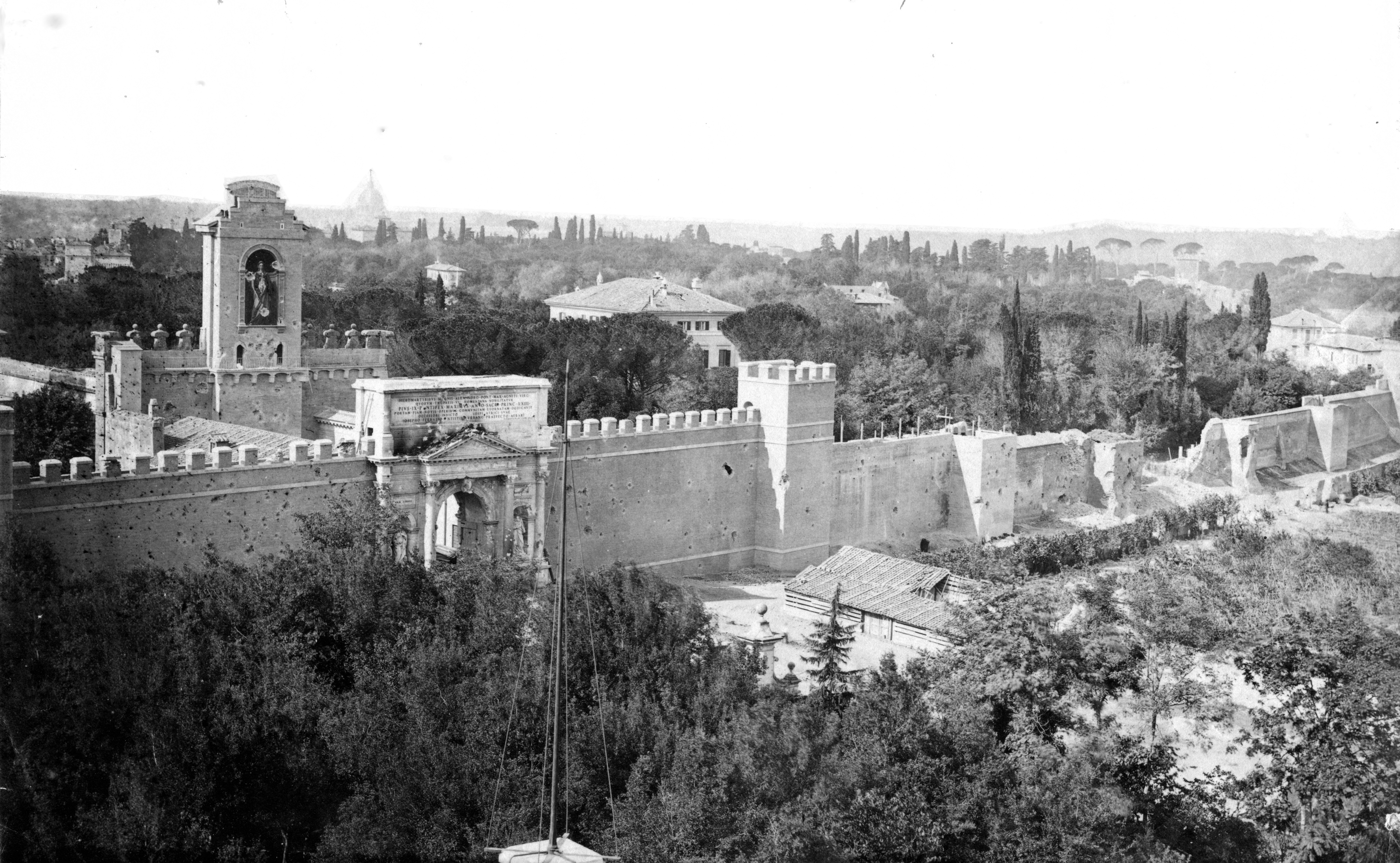
庇亚门的陷落

罗马问题（義大利語：Questione romana）是指在1861年至1929年之間，意大利国家与聖座因罗马的政治前途問題（National Question）及主權歸屬而發生的爭議。
1861年3月27日，剛建國不久的義大利王國宣布羅馬為首都，儘管當時羅馬處於教宗国的統治之下。1870年，義大利在教宗庇護九世的反對、以及趁著普法戰爭爆發法國無力保護教宗之際攻占罗马，導致教宗國名存實亡。此後歷任的教宗便拒絕離開教宗寓所所在的梵蒂岡城，以此拒絕義大利對羅馬全城的主權，此舉便是所謂的「梵蒂岡之囚」。在1929年的《拉特朗条约》解决此問題，并建立梵蒂冈城国以取代教宗國的政治地位。